# Kevin Koffi
Jean Romaric Kevin Koffi (* 25. Juni 1986 in Aboisso) ist ein ivorisch-italienischer Fußballspieler.

## Karriere
Kevin Koffi wurde in der Jugend des FC Modena in Italien ausgebildet, wo er zunächst bis 2004 und – nach einem Zwischenstopp bei Virtus Castelfranco zwischen 2004 und 2007 – bis 2010 spielte. Nachdem er in der Saison 2009/10 jedoch nur drei Mal für Modena eingesetzt worden war, wechselte er im Oktober 2010 zum Verein Sanremese Calcio, der ihn aber bereits im Dezember des Jahres wieder entließ. Im Januar 2011 unterschrieb Koffi einen Vertrag bei der SSC Neapel in der italienischen Serie A und wurde direkt an Siracusa Calcio in die dritte italienische Liga ausgeliehen. Bereits im August 2011 wechselte er über einen kurzen Zwischenstopp bei der AS Rom weiter zum belgischen Verein Royal Boussu Dour Borinage. Dort wurde Koffi in zweieinhalb Jahren 74-mal eingesetzt, bevor er Anfang 2014 zum KVC Westerlo wechselte, wo er zweieinhalb Jahre lang spielte, zwei Jahre davon in der höchsten belgischen Liga. In der Saison 2016/17 absolvierte er nach einem weiteren Wechsel 22 Einsätze für Royal White Star Brüssel und traf 13-mal das Tor. Anschließend kam Koffi nach Deutschland zur SV Elversberg in die Regionalliga Südwest. In der Saison 2018/19 wurde er dort mit 19 erzielten Treffern bei 33 Einsätzen Torschützenkönig. Zur Saison 2019/20 unterschrieb er beim Drittliga-Aufsteiger SV Waldhof Mannheim. Er erhielt dort zunächst einen Einjahresvertrag bis Mitte 2020. Sein erstes Tor konnte Koffi gegen den Chemnitzer FC erzielen, als Siegtor beim 4:3-Sieg in der 3. Liga. Seinen Vertrag ließ Mannheim auslaufen und somit war er nach der Saison 2019/20 vereinslos. Im September kehrte der Ivorer zu seinem früheren Verein SV Elversberg zurück und unterschrieb dort einen Einjahresvertrag. Am Ende der Spielzeit 2021/22 gelang ihm mit seiner Mannschaft der Aufstieg in die 3. Liga. Am Ende der Saison 2022/2023 stieg er mit seinem Verein in die 2. Bundesliga auf. Am 32. Spieltag der Saison 2023/2024 gelang ihm im Spiel gegen Hertha BSC der erste Treffer seiner Zweitliga-Laufbahn. Zum Ende der Saison lief sein Vertrag aus und Koffi verließ Elversberg nach 4 Jahren.

## Erfolge
SV Elversberg
- Meister der 3. Liga und Aufstieg in die 2. Bundesliga: 2022/2023
- Meister der Regionalliga Südwest und Aufstieg in die 3. Liga: 2021/22